# Maino Neri
Maino Neri (30. červen 1924 Carpi, Italské království – 8. prosinec 1995 Modena, Itálie) byl italský fotbalový záložník a trenér.

## Kariéra
Fotbalovou kariéru začal v roce 1940 v Modeně, kde hrál do roku 1951. Poté přestoupil do Interu a tady získal dva tituly z ligy (1952/53, 1953/54). Kariéru ukončil coby hráč Brescie v roce 1958.
Za reprezentaci odehrál osm utkání. Byl celkem na třech turnajích (OH 1948, OH 1954 a MS 1954).
Po fotbalové kariéře se stal trenérem. Nejprve hlavním trenérem mládeže a pak asistentem trenéra v Interu. První příležitost jako hlavní trenér dostal v roce 1964 od Modeny. Trénoval ještě Lazio, Como, Regginu a naposled v roce 1973 Lecce.

## Statistika
| Sezóna            | Klub              | Liga              | Liga   | Liga | Ligové poháry | Ligové poháry | Ligové poháry | Kontinentální poháry | Kontinentální poháry | Kontinentální poháry | Celkem | Celkem |
| Sezóna            | Klub              | Soutěž            | Zápasy | Góly | Soutěž        | Zápasy        | Góly          | Soutěž               | Zápasy               | Góly                 | Zápasy | Góly   |
| ----------------- | ----------------- | ----------------- | ------ | ---- | ------------- | ------------- | ------------- | -------------------- | -------------------- | -------------------- | ------ | ------ |
| 1940/41           | Modena            | Serie B           | 1      | 0    | -             | 0             | 0             | -                    | 0                    | 0                    | 1      | 0      |
| 1941/42           | Modena            | Serie A           | 9      | 3    | IP            | 1             | 0             | -                    | 0                    | 0                    | 10     | 3      |
| 1942/43           | Modena            | Serie B           | 30     | 1    | -             | 0             | 0             | -                    | 0                    | 0                    | 30     | 1      |
| 1945/46           | Modena            | 1. divize         | 26     | 1    | -             | 0             | 0             | -                    | 0                    | 0                    | 26     | 1      |
| 1946/47           | Modena            | Serie A           | 37     | 0    | -             | 0             | 0             | -                    | 0                    | 0                    | 37     | 0      |
| 1947/48           | Modena            | Serie A           | 38     | 1    | -             | 0             | 0             | -                    | 0                    | 0                    | 38     | 1      |
| 1948/49           | Modena            | Serie A           | 38     | 0    | -             | 0             | 0             | -                    | 0                    | 0                    | 38     | 0      |
| 1949/50           | Modena            | Serie B           | 31     | 1    | -             | 0             | 0             | -                    | 0                    | 0                    | 31     | 1      |
| 1950/51           | Modena            | Serie B           | 38     | 0    | -             | 0             | 0             | -                    | 0                    | 0                    | 38     | 0      |
| Celkem za Modenu  | Celkem za Modenu  | Celkem za Modenu  | 248    | 7    | -             | 1             | 0             | -                    | 0                    | 0                    | 249    | 7      |
| 1951/52           | Inter             | Serie A           | 29     | 0    | -             | 0             | 0             | -                    | 0                    | 0                    | 29     | 0      |
| 1952/53           | Inter             | Serie A           | 26     | 0    | -             | 0             | 0             | -                    | 0                    | 0                    | 26     | 0      |
| 1953/54           | Inter             | Serie A           | 32     | 0    | -             | 0             | 0             | -                    | 0                    | 0                    | 32     | 0      |
| 1954/55           | Inter             | Serie A           | 21     | 0    | -             | 0             | 0             | -                    | 0                    | 0                    | 21     | 0      |
| Celkem za Inter   | Celkem za Inter   | Celkem za Inter   | 108    | 0    | -             | 0             | 0             | -                    | 0                    | 0                    | 100    | 0      |
| 1955/56           | Brescia           | Serie B           | 30     | 0    | -             | 0             | 0             | -                    | 0                    | 0                    | 30     | 0      |
| 1956/57           | Brescia           | Serie B           | 23     | 0    | -             | 0             | 0             | -                    | 0                    | 0                    | 23     | 0      |
| 1957/58           | Brescia           | Serie B           | 27     | 1    | -             | 0             | 0             | -                    | 0                    | 0                    | 27     | 1      |
| Celkem za Brescii | Celkem za Brescii | Celkem za Brescii | 80     | 1    | -             | 0             | 0             | -                    | 0                    | 0                    | 80     | 0      |
| Celkem            | Celkem            | Celkem            | 436    | 8    | -             | 1             | 0             | -                    | 0                    | 0                    | 437    | 8      |

### Reprezentační

#### Statistika na velkých turnajích
| Reprezentace | Rok     | Zápasy             | Zápasy | Zápasy    | Zápasy           | Zápasy           | Zápasy   |
| Reprezentace | Rok     | Fáze turnaje       | Datum  | Soupeř    | Odehraných minut | Vstřelené branky | Výsledek |
| ------------ | ------- | ------------------ | ------ | --------- | ---------------- | ---------------- | -------- |
| Itálie       | OH 1948 | 1. kolo            | 2. 8.  | USA       | 90               | 0                | 9:0      |
| Itálie       | OH 1948 | Čtvrtfinále        | 5. 8.  | Dánsko    | 90               | 0                | 3:5      |
| Itálie       | OH 1952 | Předkolo           | 16. 7. | USA       | 90               | 0                | 8:0      |
| Itálie       | OH 1952 | 1. kolo            | 21. 7. | Maďarsko  | 90               | 0                | 0:3      |
| Itálie       | MS 1954 | 1 zápas ve skupině | 17. 6. | Švýcarsko | 90               | 0                | 1:2      |
| Itálie       | MS 1954 | 2 zápas ve skupině | 20. 6. | Belgie    | 90               | 0                | 4:1      |

## Úspěchy

### Klubové

#### Národní
- vítěz 1. italské ligy (2x)

Inter: 1952/53, 1953/54
- vítěz 2. italské ligy (1x)

Modena: 1942/43

### Reprezentační
- 1× na MS (1954)
- 2× na OH (1948, 1952)